# 鲁灭项之战
鲁灭项之战發生於前643年（周襄王九年、鲁僖公十七年、齐桓公四十三年），鲁国军队攻灭项国（今河南省沈丘县）的作战。
春秋中期，项国是处于颍水上游的小诸侯国。前644年十二月，齐桓公请鲁国（鲁僖公）、宋国（宋襄公）、陈国（鲁僖公）、卫国（卫文公）、郑国（郑文公）、许国（许僖公）、邢国、曹国（曹共公）等国之君在淮（今江苏省盱眙县附近）会盟，决定抵制楚国东进。前643年夏，鲁国在齐国、徐国联军进攻楚国的英地时，独自出兵攻灭项国。齐国因此把鲁僖公拘留，不让他回国。